# Хуліо Рока
Але́хо Ху́ліо Архенті́но Ро́ка Пас (ісп. Alejo Julio Argentino Roca Paz; 17 червня 1843 — 19 жовтня 1914) — аргентинський військовик і політик, що двічі займав посаду президента Аргентини в 1880—1886 і 1898—1904 роках. Одним з основних здобутків Роки є проведення Кампанії завоювання пустелі, завдяки якій було освоєно значну частину сучасної території Аргентини.